# 道の駅なかつ
道の駅なかつ（みちのえき なかつ）は、大分県中津市大字加来にある国道10号の道の駅である。

## 概要

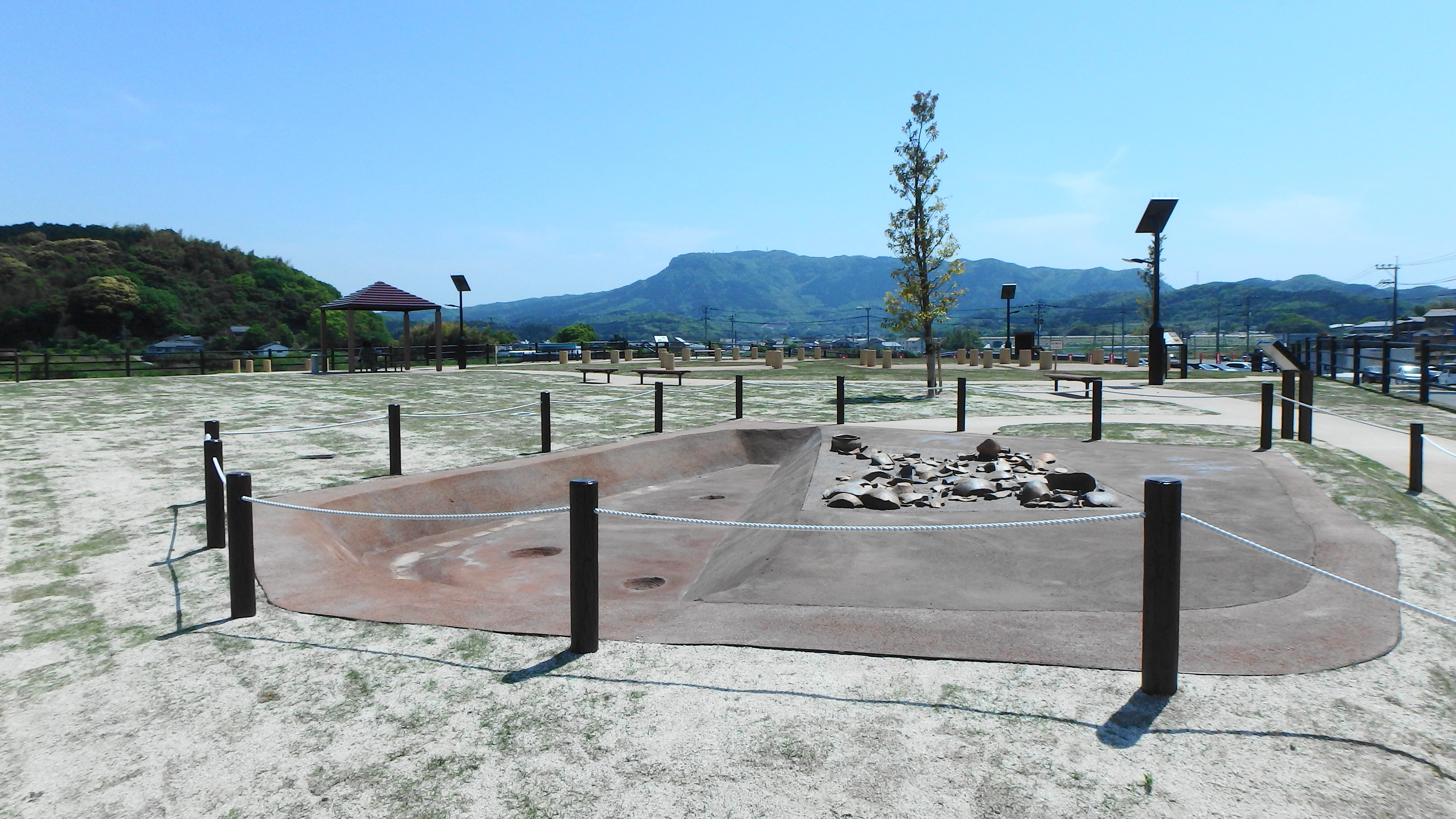
法垣遺跡、後方は八面山

2014年4月26日に物産館、トイレ、休憩室が先行して開業。大分県内では23箇所目、中津市内では3箇所目に開業した道の駅である。同年8月29日にレストランや公園が開業した。公園は、敷地内にある縄文時代後期から中世にかけての遺跡である法垣遺跡等の遺跡を中心として整備される。
指定管理者制度により、中津市産業経済部農政課が株式会社道の駅なかつに管理運営を委託している。
2015年8月中旬に来場者100万人を達成している。

## 施設
- 駐車場 - 118台[1]
- 公衆トイレ - 17基
- 公衆電話
- 物産館（JAおおいた直売所オアシス春夏秋冬（ひととせ）） - 612m2[1]
- 情報休憩室 - 155m2[1]
- レストラン
- 遺跡公園・防災公園

## アクセス
- 国道10号[1]（北大道路、中津バイパス）
- 大分県道664号円座中津線

## 周辺
- 耶馬渓
- 山国川
- 犬丸川
- 中津少年学院
- E10 東九州自動車道 : (7-1) 上毛PA/SIC - (8) 中津IC
- 中津日田道路 : 伊藤田IC
- イオンモール三光